# Moulègre
Le Moulègre est une rivière du département Cantal, en France affluent de la Rance sous-affluent du Célé donc sous-affluent de la Garonne par le Lot.

## Géographie
De 20 km de longueur, le Moulègre prend sa source sur la commune de Roumégoux dans le département du Cantal et se jette dans la Rance sur la commune de Boisset.

### Département et communes traversées
- Cantal : Cayrols, Roumégoux, Le Rouget, Saint-Mamet-la-Salvetat, Boisset, Leynhac.

## Principaux affluents
- Ruisseau de Cayrols : 5,1 km
- Ruisseau de Bouzaï  : 16,1 km